# Малиновский, Андрей Егорович
Андрей Егорович Малиновский  (1790—1859) — майор, участник русско-турецкой войны (1806—1812), Отечественной войны 1812 года и войны шестой коалиции.

## Биография
Родился в 1790 году в семье дворян Малиновских Воронежской губернии.
Вступил 24 мая 1806 года в службу — унтер-офицером в Киевский гарнизонный полк. Спустя год, 29 мая 1807 года был переведён юнкером в Дерптский драгунский полк, с которым принял участие в русско-турецкой войне, причём весь 1808 год находился в Молдавии и Валахии, занятых русскими войсками в начале этой кампании; в 1809 году, по переходе русской армии за Дунай, находился при занятии крепостей: Исакчи (31 июля) и Тульчи (4 августа), при взятии Бабадагских высот (6-го), при осаде и взятии крепости Гирсовой (18-го), затем Кюстенжи (28-го), в сражении у мест. Россеватой, близ Силистрии, где был разбит сильный турецкий отряд сераскира Хорзев-Махмет-паши (4 сентября), при блокаде крепости Силистрии (с 11 по 19 сентября), в сражении при с. Колопетро и при пленении Мах-мет-Тиграна-паши (24-го), в сражении при с. Татарицах (10 октября), при вторичной осаде и взятии Силистрии (с 19 по 30 мая 1810 г.), в сражениях под крепостью Шумлою (11 и 12 июня и 23 июля), при осаде и занятии Рущука (с 11 августа по 15 сентября), в сражении при Батине (26 сентября), в отражении вылазок неприятеля из Виддина (11 октября), в мелких и крупных сражениях при той же крепости (с 12 по 31 августа 1811 г.), в сражениях при вылазках неприятеля из ретрашаментов у с. Малой Слободзеи (10 и 23 сентября) и в сражениях, происходивших при канонадах по неприятельским редутам. Был произведён в оранен-юнкеры (03.05.1810), a затем в прапорщики (01.01.1812).
С 1 января по 31 июля 1812 года Малиновский находился в Молдавии, откуда, после заключения мира с Турцией русские войска отправились на родину на борьбу с французами. В Отечественную войну он участвовал в сражениях: при с. Кладневе (15 сентября), при Любомле (17-го) при переправе неприятеля чрез Березину, близ г. Борисова (17 ноября) и при его преследовании до Немана. Во время похода за границу он был участником многих сражений, причём за боевые отличия был произведен (04.10.1813) в поручики и награждён орденом Св. Анны 4-й степени. С 31 января 1815 года он находился в Тираспольском конно-егерском полку, в котором 22 июня 1816 года был произведён в штабс-капитаны, а 4 апреля 1819 года — в капитаны; 5 апреля 1827 года по болезненному состоянию уволился от службы с производством в майоры.
22 июля 1834 года вновь поступил на службу (ротмистром) в Астраханский кирасирский полк, из которого 12 ноября 1835 года был переведён в Каргопольский драгунский полк с переименованием в капитаны; 8 февраля 1836 года по прошению уволен в отставку с награждением чином майора.
Жил последние годы в своем имении, селе Прокудине (Васильевское), вблизи села Костенок в Воронежском уезде (современное село Костёнки  в Хохольском районе Воронежской области).
Умер в 1859 году. Похоронен возле церкви села Костенок.

## Источник
- Воронежское дворянство в Отечественную войну / Общ. ред. С. Е. Зверева. — Москва: изд. губ. предводителя дворянства, 1912. — С. 91—92.